# Fjelsted (Middelfart Kommune)
 For alternative betydninger, se Fjelsted. (Se også artikler, som begynder med Fjelsted)
Fjelsted er en landsby lidt nord for Sekundærrute 161, tre kilometer syd for Harndrup på det vestlige Fyn med 310 indbyggere  (2024). Landsbyen tilhører Middelfart Kommune og er beliggende i Region Syddanmark.
Den hører til Fjelsted Sogn, og Fjelsted Kirke ligger i landsbyen.
Få kilometer sydøst for Fjelsted ligger den nu nedlagte forlystelsespark Fun Park Fyn.
I Fjelsted findes Fjelsted Speedway Klub der er en speedwayklub som har verdensrekorden i at have opfostret flest verdensmestre.  Desuden blev klubben  danmarksmestre i holdspeedway i 2017 og 2019.